# Belägringen av Stralsund (1711)
Belägringen av Stralsund ägde rum under det stora nordiska kriget. Den började i augusti 1711 och avslutades när svenska trupper under general Magnus Stenbocks befäl landsattes i Svenska Pommern under hösten 1712.